# Bromo (vulkaan)
De Bromo is een vulkaan op het eiland Java, Indonesië. De berg is met 2329 meter zeker niet de hoogste berg van de regio, maar de ligging geldt als bijzonder. De vulkaan ligt samen met twee andere vulkanen in een zandzee van 8 bij 10 kilometer. De Bromo maakt deel uit van het Tenggermassief en is gelegen in het Nationaal Park Bromo Tengger Semeru dat in Oost-Java ligt.
Een populaire activiteit is de zonsopgang bekijken vanaf de rand van de krater van de Bromo, midden in het maanachtig landschap.
Op 8 juni 2004 barstte de Bromo plotseling uit. Onder de bezoekers vielen twee doden en meerdere gewonden.

## Afbeeldingen

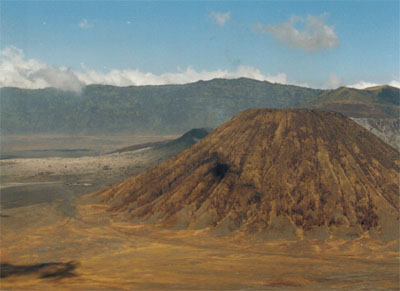
Bromo landschap
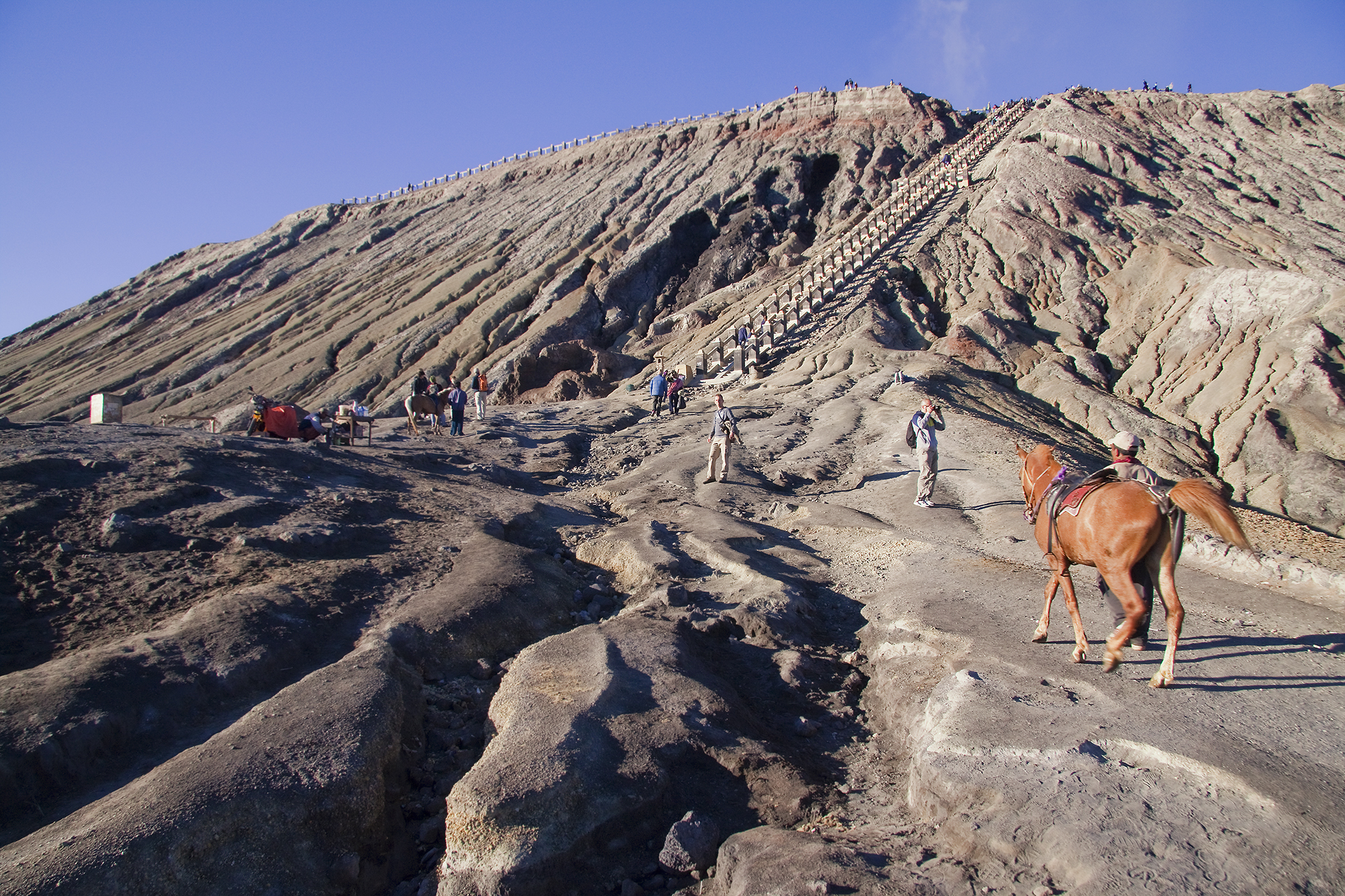
Trap naar de rand van de vulkaan
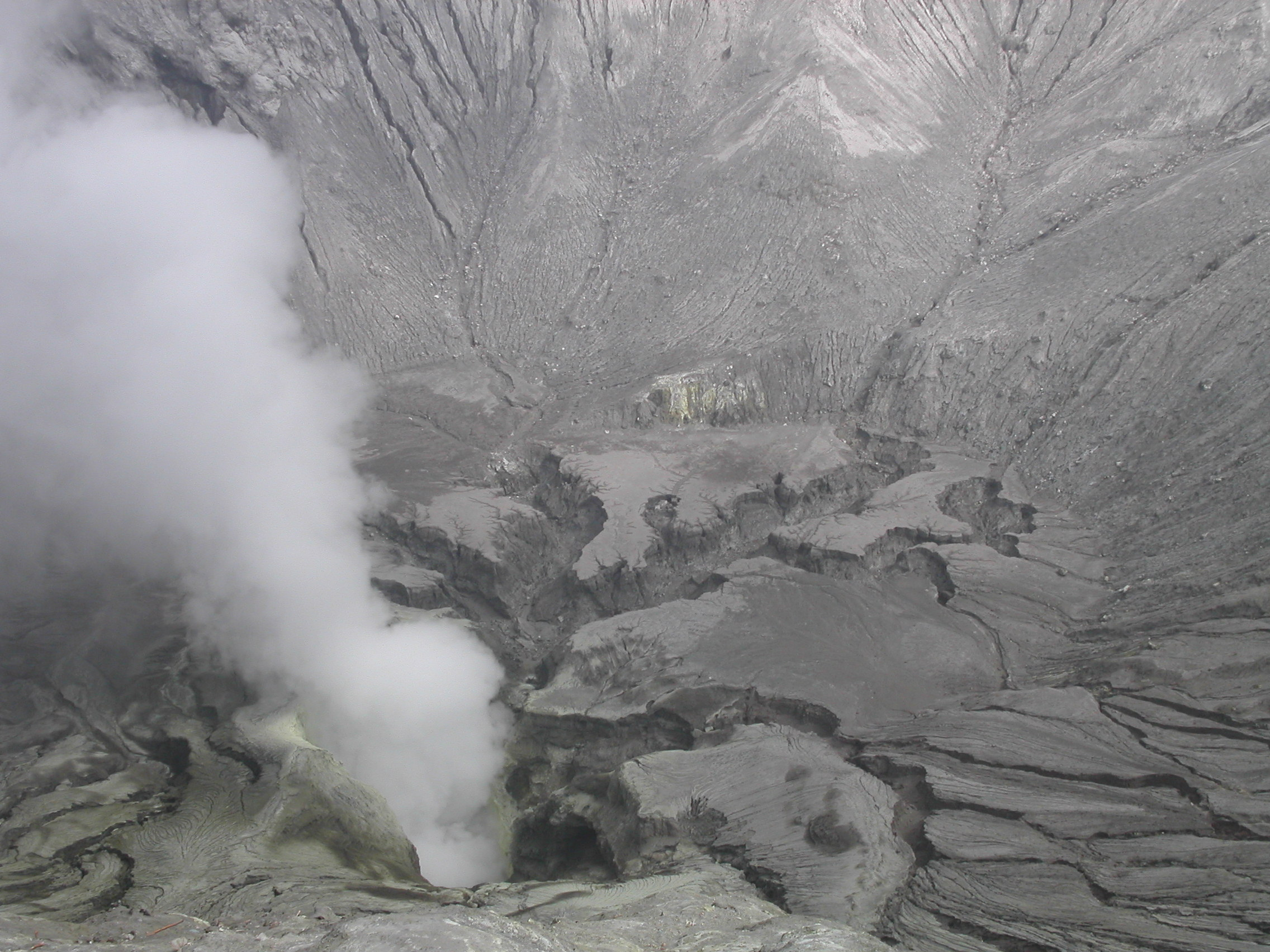
Kijkje in de Bromo krater
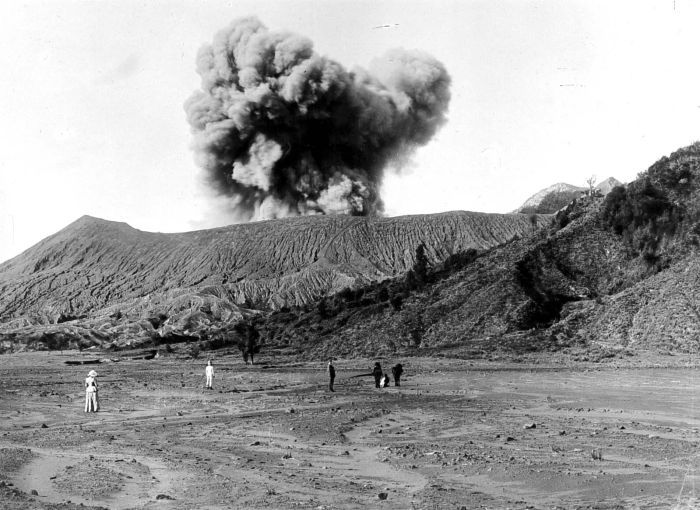
Rokende Bromo Wereldmuseum Amsterdam